# 로마-페르시아 전쟁

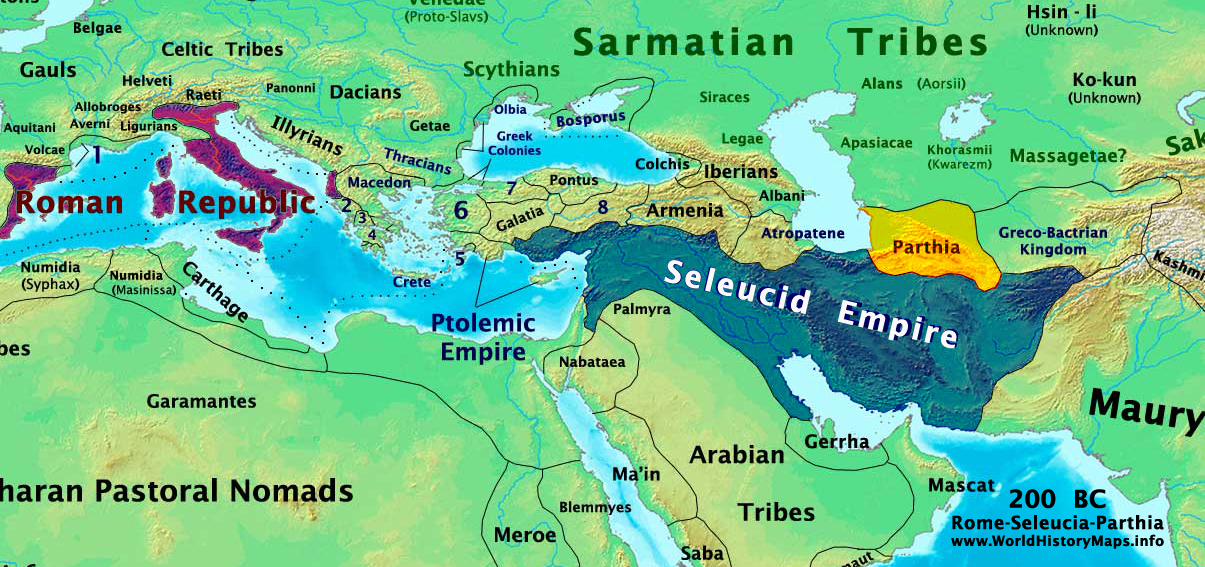
기원전 200년 경의 로마, 파르티아, 셀레우코스 제국. 로마와 파르티아는 곧 셀레우코스의 영토를 침입하여 둘다 서아시아의 최강국으로 성장한다.

로마-페르시아 전쟁( - 戰爭, 영어: Roman–Persian Wars, Roman–Iranian Wars)은 로마 문화권의 국가들과 두 개의 페르시아 제국 사이에 벌어진 오랜 기간의 전쟁을 통틀어 가리킨다. 파르티아와 로마 공화정은 기원전 92년에 처음으로 접촉하였다. 로마 공화정 말기에 두 나라의 전쟁이 처음으로 벌어졌고, 로마 제국과 사산 왕조 사이에도 이어졌다. 양 세력의 오랜 전쟁은 이슬람교를 믿는 아랍인들이 사산 왕조와 로마 제국을 침략하면서 함께 끝났다.
로마인들과 페르시아인들 사이의 전쟁은 7세기 동안이나 이어졌지만 전선은 대체적으로 안정적이었다. 힘의 줄다리기가 계속되면서 양측은 전선 근처의 마을과 요새를 비롯한 영토를 지속적으로 파괴하고, 점령하고, 약탈하고, 교환하였다. 서로의 국경에서 멀리 떨어진 곳에서 그토록 긴 작전을 수행할만한 보급이나 인력을 유지할 수 없었으므로 양측 모두 너무 멀리까지 진격하는 것을 피했다. 서로의 국경 밖에서 점령 전쟁을 할 때도 있었지만, 시간이 지나면 균형이 다시 회복되곤 하였다. 유프라테스강 북쪽에서 유지되던 전선은 2세기 중에 변화를 맞아 메소포타미아 동쪽과 티그리스강 북쪽에 걸치게 되었다. 그 후 북쪽의 아르메니아와 캅카스에서도 전선은 몇 차례 변화를 맞았다.
로마-페르시아 전쟁의 자원 소모는 결과적으로 양쪽 제국에 모두 치명적이었다. 6세기와 7세기에 걸쳐 길고 격렬한 전쟁으로 지쳐 있던 양국은 갑작스럽게 나타난 이슬람 제국의 영토확장에 속절없이 당해야 했다. 이슬람 군사는 허약해진 두 제국의 약점을 놓치지 않고 순식간에 사산 왕조를 멸망시킨 후, 비잔티움 제국령이었던 시리아, 캅카스, 이집트, 그리고 북아프리카 영토를 빼앗았다. 그 후 수세기에 걸쳐 비잔티움 제국의 영토 대부분은 이슬람의 지배 하에 놓이게 되었다.

## 역사적 배경
공화정 로마와 파르티아는 모두 셀레우코스 제국의 영토를 정복하면서 처음으로 접촉하였다. 기원전 3세기에 중앙아시아 초원에서 이란 북쪽으로 이주해 온 파르티아는, 일시적으로 셀레우코스 제국의 지배하에 놓였으나, 기원전 2세기에 독립하여 국가를 세우고 예전 지배자의 영토인 페르시아와 메소포타미아를 정복하였다. 아르사케스 왕조가 지배하고 있던 파르티아는 여러 차례에 걸쳐 셀레우코스 제국의 반격을 물리치고 인도 대륙까지 영토를 넓혔다. 한편 로마 공화국은 기원전 2세기 초에 안티오코스 3세를 물리치고, 아나톨리아반도에서 셀레우코스 제국을 몰아내었다. 기원전 64년 폼페이우스가 시리아에서 셀레우코스를 멸망시키고 유프라테스강까지 국경을 확장시켰을 때, 양국은 처음으로 접촉하게 되었다.

## 로마-파르티아 전쟁

### 로마 공화정 대 파르티아
미트리다테스 1세가 파르티아의 서방 영토 확장을 시작했고, 그의 아들 미트리다테스 2세는 기원전 105년 경 술라에게 로마와의 동맹을 제안하였다. 루쿨루스는 기원전 69년 아르메니아 남부를 침공할 때 프라아테스 3세에게 개입하지 말 것을 요구하였다. 파르티아는 중립으로 남았지만, 루쿨루스는 파르티아 공격을 고려한 것으로 보인다. 폼페이우스는 프라아테스 3세와 연합하여 아르메니아를 침공하였으나, 곧 유프라테스 유역의 국경 문제로 분쟁을 일으켰다. 결국에는, 프라아테스는 로마의 속국이 된 오스로에네 서부를 제외한 메소포타미아 영토에 대한 소유권을 주장하였다.
로마는 기원전 53년 메소포타미아를 침공하였으나 카레 전투에서 파르티아의 수레나스 장군에게 대패했다. 칸나에 전투 이후 로마군 최대의 참패로 기록된 이 전투에서 지휘관 마르쿠스 리키니우스 크라수스와 아들 푸블리우스가 전사했다. 이듬해 파르티아는 시리아를 약탈하였고, 기원전 51년에는 본격적인 침공을 개시했으나, 안티고네아 근처에서 로마군의 기습을 받아 패퇴했다.

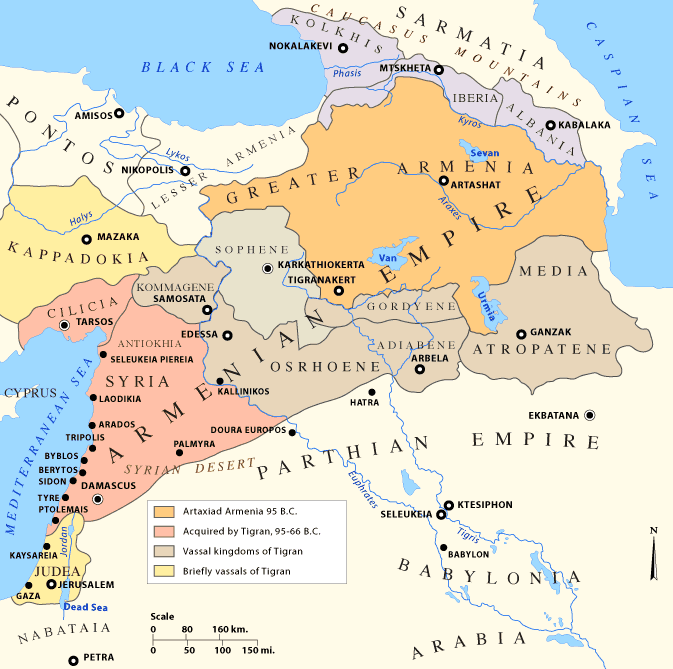
티그라네스 대제 치세의 아르메니아

카이사르를 지지하는 이들과 폼페이우스를 지지하는 로마 원로원의 전통적 파벌 사이에 벌어진 카이사르의 내전 시기에 파르티아는 대체로 중립을 유지했다. 그러나 폼페이우스가 패하여 사망한 후에는 아파메아 계곡에서 농성중이던 폼페이우스의 부하장군 카이킬리우스 바수스를 구원하기 위해 파코루스 1세가 군사를 끌고 달려왔다. 내전이 끝난 후 카이사르는 파르티아에 대한 전쟁계획을 세웠으나 암살로 실행에 옮기지 못했다. 그 후 이어진 마르쿠스 안토니우스와 브루투스 사이의 내전에서 파르티아는 브루투스와 카시우스를 적극적으로 지원하여 기원전 42년 벌어진 필리피 전투에도 지원병을 보냈다. 필리피 전투에서 패전한 후인 기원전 40년 파코루스는 브루투스와 카시우스의 후원자였던 퀸투스 라비에누스와 연합하여 로마 영토를 침공하였다. 시리아 속주의 로마 군단을 빠른 속도로 격파한 연합군은 티레를 제외한 시리아의 모든 해안 도시를 점령하였다. 시리아를 넘어 하스모네아 왕가가 다스리고 있던 유대 속주를 점령한 파코루스는 로마 속국 정부의 왕 히르카누스 2세를 폐위하고 히르카누스의 조카 안티고누스(재위: 기원전 40년-기원전 37년)를 왕좌에 앉혔다. 이때 로마의 동쪽 영토 전체가 파르티아의 손에 넘어가는 듯 보였다. 
한편 안토니우스는 아나톨리아를 침공한 라비에누스를 상대하기 위해 벤티디우스를 파견했다. 라비에누스는 곧 벤티디우스가 이끄는 로마군에 의해 시리아로 후퇴했고, 동맹군 파르티아가 구원병을 보냈으나 패배하여 로마군에게 사형당했다. 파르티아 또한 로마군에게 패배를 맛보고 시리아에서 후퇴하였다. 파코루스는 기원전 38년 반격을 시도하였으나 벤티디우스에 패하여 전사하였다. 로마는 이듬해 에돔 왕가 헤로데 1세의 도움으로 유대 속주에서 안티고누스를 몰아내고 지배권을 회복하였다. 시리아와 유대 속주를 회복한 안토니우스는 대군을 이끌고 아제르바이잔을 침공하였으나, 파르티아에 의해 공성병기가 파괴되고 아르메니아의 동맹군 또한 달아났다. 교착상태에 빠진 로마군은 큰 피해를 입고 후퇴하였다. 기원전 33년 안토니우스는 다시 아르메니아로 돌아와 옥타비아누스와 파르티아에 대항하기 위해 메디아와 동맹을 시도하였으나, 로마 국내의 정치적 사정으로 후퇴하였고, 아르메니아는 파르티아의 손에 넘어가게 되었다.

### 로마 제국 대 파르티아

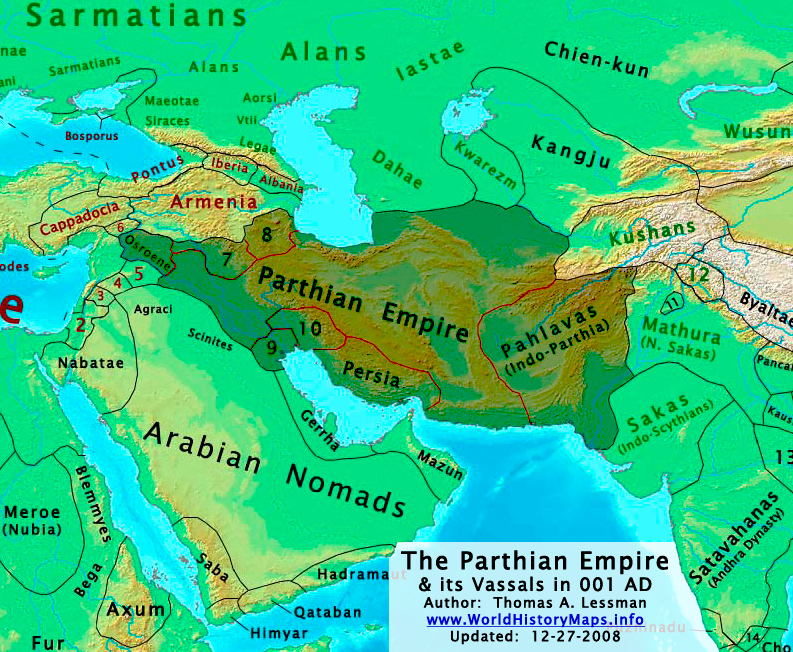
서기 1년 당시 파르티아와 그 속국들, 그리고 이웃나라들

양국 간의 불화가 고조됨에 따라 가이우스 카이사르와 프라아테스 5세는 서기 1년 양국 간에 대략적인 합의에 도달하였다. 합의 내용은 파르티아가 아르메니아로부터 군사를 물리고 아르메니아가 사실상 로마의 보호령임을 인정하는 것이었다. 그러나 그 후로도 수십년간 아르메니아에서 양국의 불화는 사그라들지 않았다. 36년 아르메니아의 왕좌가 공석이 되자 파르티아 왕 아르타바누스 2세가 아들 아르사케스를 왕위에 앉히려 시도함으로써 로마와의 전쟁이 촉발되었다. 그러나 아르타바누스는 로마 장군 루키우스 비텔리우스와의 협상 끝에 아르메니아를 파르티아의 세력권에 끌어들이는 것을 포기하였다. 58년에 또다른 위기가 발생하였는데, 볼로가세스 1세가 동생 티리다테스를 강제로 아르메니아 왕좌에 앉히자 로마군이 아르메니아를 침공한 것이다. 코르불로가 이끄는 로마군은 티리다테스 왕실을 전복시키고 카파도키아 왕자를 왕위에 앉혔고, 결과가 불확실한 전쟁이 계속되었다. 양국의 전쟁은 63년 티리다테스 왕가가 왕위를 계승하되, 왕위 등극을 로마 황제에게 승인받기로 합의함으로써 종료되었다.
서기 2세기 로마의 우세 속에 두 나라 사이에 새로운 갈등이 시작되었다. 114년 로마 황제 트라야누스는 아르메니아를 침공하여 파르티아 왕 오스로에스 1세가 왕으로 세운 그의 동생을 살해하고 아르메니아를 로마의 속주로 병합하였다. 로마군은 뒤이어 파르티아의 수도 크테시폰을 점령하고 강을 따라 페르시아만까지 남하했다. 그러나 같은 해 점령지에서 파르티아인들과 유태인들의 반란이 동시에 일어나 로마군의 발목을 붙잡았다. 셀레우키아와 니시비스, 에데사에 주둔한 로마군이 주민들에게 공격받는 때를 놓치지 않고 파르티아는 로마의 주둔지를 공격하였다. 트라야누스는 메소포타미아의 반란을 제압하였으나 파르티아 출신인 파르타마스파테스를 왕좌에 앉히고 시리아로 진군하여 안티오크에 본부를 세웠다. 트라야누스는 군사를 재조직하여 파르티아로 돌아가지 못하고 117년에 사망했다.
트라야누스의 원정은 로마 제국의 동방 전략에 큰 변화를 가져왔으나, 후임 황제 하드리아누스는 로마의 지배권을 유프라테스 서쪽으로 제한하는 것이 로마의 이익을 위해 나은 선택이라고 생각하였다. 그는 자발적으로 아르메니아, 메소포타미아, 아디아베네를 원래 지배자에게 돌려주고 국경을 전쟁 이전 상태로 되돌렸다.
161년 볼로가세스 3세가 아르메니아에 주둔한 로마군을 공격하여 에데사를 점령하고 시리아를 약탈하면서 전쟁이 재개되었다. 163년 로마 장군 스타티우스 프리스쿠스는 아르메니아에서 파르티아군을 몰아내고 로마에게 호의적인 속국 정부를 세웠다. 이듬해 아비디우스 카시우스는 메소포타미아를 침공하여 두라-에우로포스와 셀레우키아에서 파르티아를 패퇴시키고 크테시폰을 파괴했다. 그러나 당시 파르티아를 휩쓸었던 역병(천연두로 추정됨)이 로마군에 번져 로마군은 후퇴해야 했다. 이 역병은 한 세대 동안 로마 제국 전체를 휩쓴 안토니누스의 역병의 원인이 되었다. 195년 로마 황제 셉티미우스 세베루스는 또다시 메소포타미아를 침공하여 다시 크테시폰을 파괴하고, 니시비스와 싱가라 주변에 이르는 메소포타미아 북부의 영토를 획득했다. 황제 카라칼라는 마지막으로 대 파르티아 전쟁을 일으켜 216년 아르벨라를 파괴하였다. 그러나 카라칼라가 암살된 후 후임이 된 마크리누스는 니시비스 근처에서 파르티아에 패하여 카라칼라가 입힌 피해에 대해 배상하는 조건으로 평화조약을 맺었다.

## 제1차 로마-이란 전쟁

### 분쟁 초기

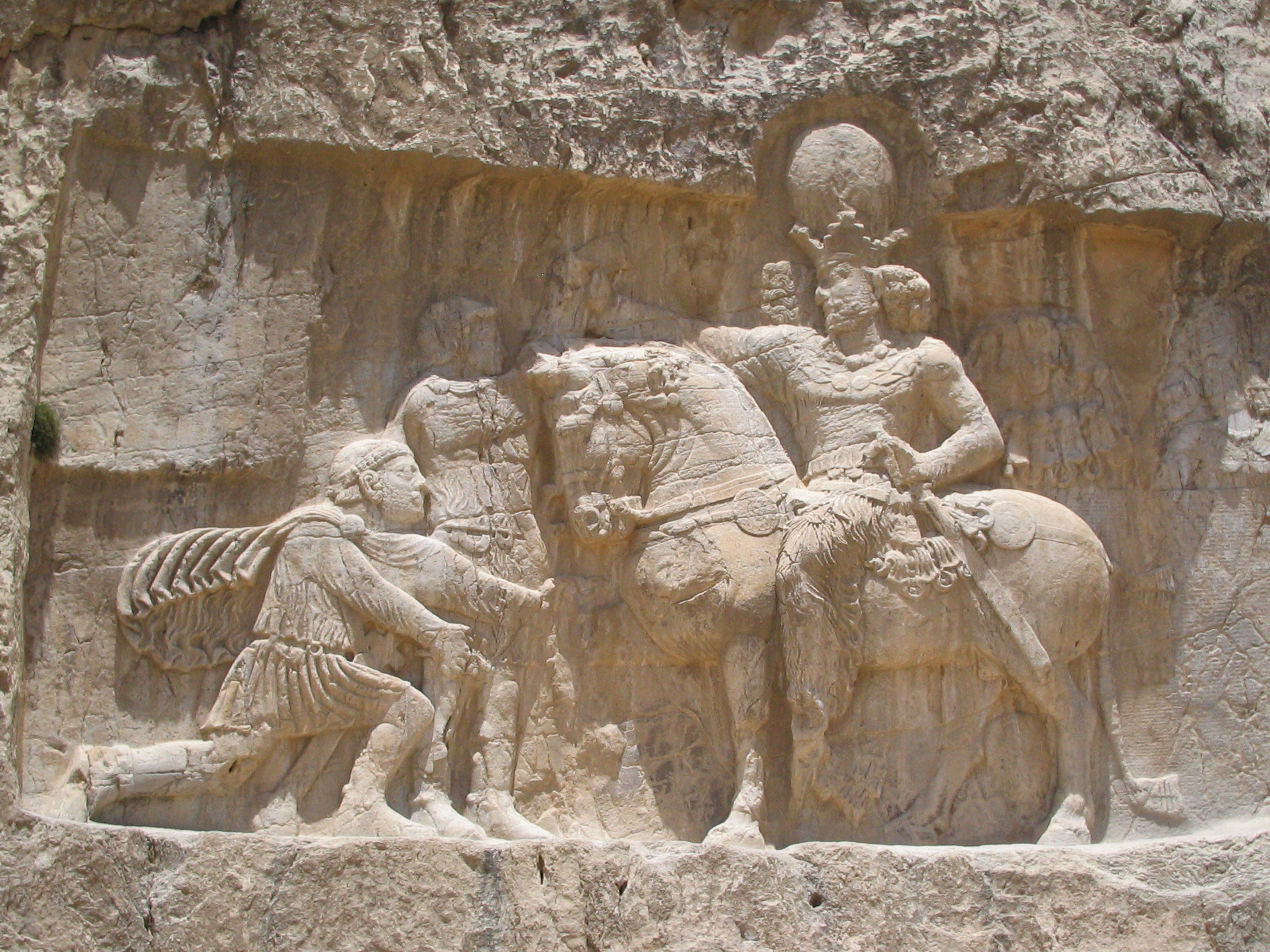
이란 황제 샤푸르 1세(말에 탄 사람)가 로마 황제 발레리아누스(무릎 꿇은 사람)와 아랍인 필리푸스(서 있는 사람)를 붙잡은 광경을 새긴 부조

아르다시르 1세가 파르티아를 멸망시키고 사산 왕조를 세운 직후 양국 간의 전쟁이 재개되었다. 아르다시르는 230년 메소포타미아 및 시리아를 약탈하고 아케메네스 왕조 시절의 옛 영토를 돌려줄 것을 로마에 요구하였다. 몇 차례의 협상이 실패로 돌아간 후인 232년, 세베루스 알렉산데르는 마침내 아르다시르를 로마 영토에서 몰아내었다. 아르다시르는 그의 치세 말기인 238년부터 240년까지 다시 로마를 침공하여 카레, 니시비스를 비롯한 시리아와 메소포타미아의 도시들을 점령했다. 아르다시르의 후계자인 샤푸르 1세는 또다시 메소포타미아를 침공하였으나, 로마군은 243년 레세나 부근에서 그를 격퇴하고 카레와 니시비스를 되찾았다. 이 승리에 고무된 로마 황제 고르디아누스 3세는 유프라테스강을 따라 남하하였으나, 244년 크테시폰 인근에서 벌어진 메시케 전투에서 패했다.
250년대 초 로마 황제 아랍인 필리푸스는 아르메니아 분쟁에 휘말리게 되었다. 아르메니아 왕을 암살하고 로마와의 전쟁을 재개한 샤푸르 1세는 바르발리소스 전투에서 로마군을 물리치고 안티오크를 약탈한 것으로 추정된다. 258년과 260년 사이에 샤푸르 1세는 에데사 전투에서 로마군을 물리치고 황제 발레리아누스를 포로로 삼았으나, 아나톨리아까지 진출하였다가 로마군에게 패했다. 때마침 팔미라 제국이 페르시아를 침공하여 페르시아군은 로마 영토에서 물러나야 했다.

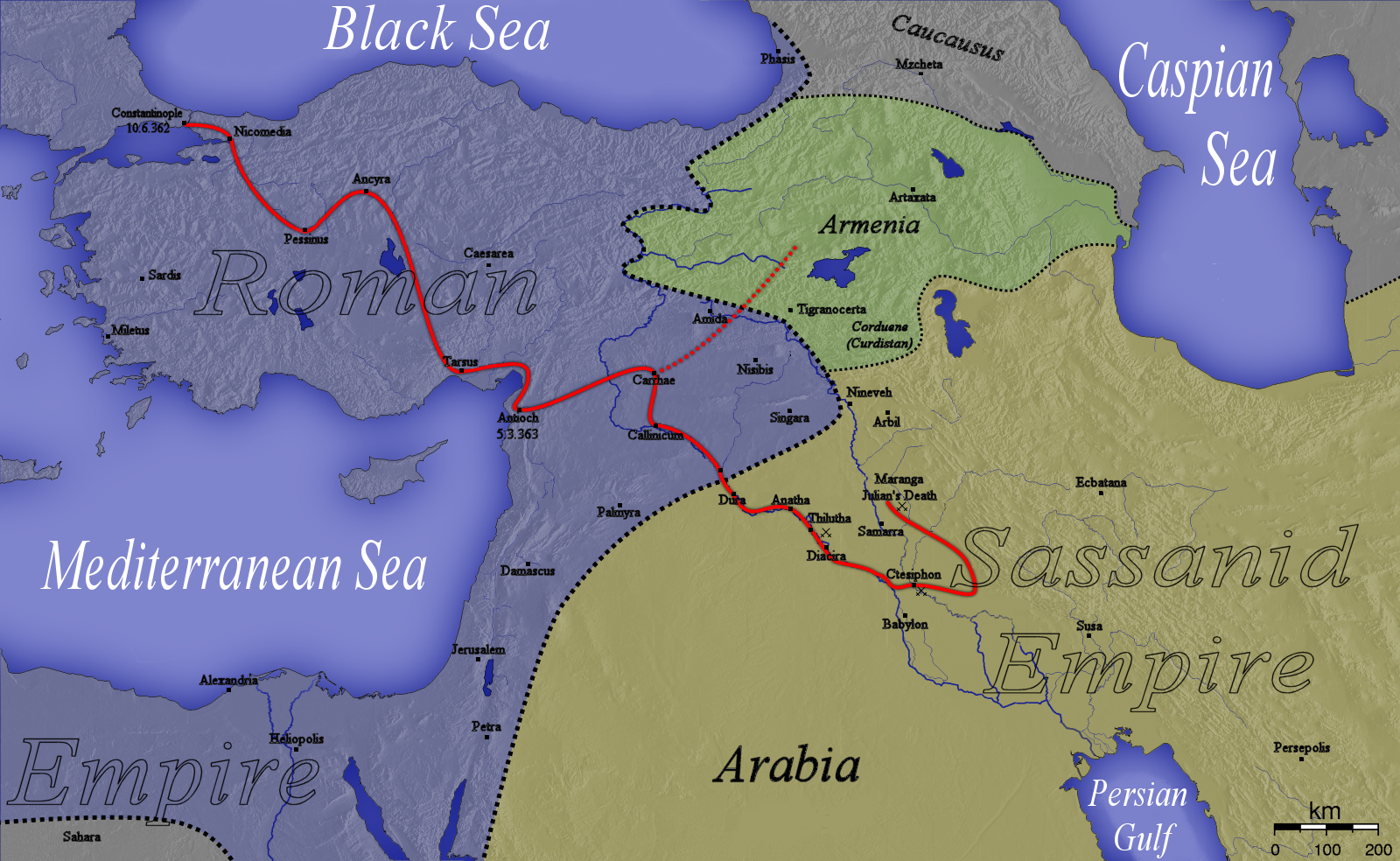
363년 율리아누스의 군사 원정의 실패로, 로마는 299년의 평화협정으로 획득한 영토를 모두 돌려주었다

283년 카루스 황제의 명령으로 로마군은 페르시아를 침공하여 사산 왕조의 새 수도 크테시폰을 약탈하였다. 그 해 12월 카루스가 죽지 않았다면 로마는 더 많은 영토를 획득할 수도 있었을 것이다.
디오클레티아누스 시대의 짧은 평화가 지난 후, 페르시아는 아르메니아를 재침공하고 296년 또는 297년에 카레 근처에서 로마군을 물리쳤다. 그러나 황제 갈레리우스가 살라타 전투에서 페르시아군에 대승을 거두고 황제의 하렘을 약탈하여 사산 왕조에 치욕을 안겼다. 이어진 평화협정에서 로마는 지금까지 잃은 영토를 회복한 것은 물론 티그리스강에서 자브 강에 이르는 영토와 아르메니아의 지배권을 획득하여 수십 년만에 최대의 승리를 거두었다.
299년의 평화조약은 330년대 중반 샤푸르 2세가 로마를 다시 침공할 때까지 지속되었다. 샤푸르 2세는 여러 차례의 작은 승리를 거두었으나 그 성과는 오래 가지 못했다. 페르시아군의 세 차례에 걸친 니시비스 포위공격은 무위로 돌아가고, 아미다와 싱가라 두 도시를 점령하였으나 로마군은 곧 두 도시를 탈환하였다. 샤푸르 2세는 350년 중반 북방 유목민들의 페르시아 약탈을 물리치기 위해 잠시 전선을 떠났다가 359년에 다시 로마 전선으로 돌아와 아미다를 침공하여 점령하였다. 여기에 대응하여 로마 황제 율리아누스는 대규모 원정을 단행하여 유프라테스강을 남하, 크테시폰을 공격하였다. 율리아누스는 크테시폰을 포위 공격하였으나 도시를 점령하지는 못하고 티그리스강까지 후퇴하던 중 페르시아군과의 전투에서 살해당했다. 율리아누스의 후계자 요비아누스는 유프라테스강 동안에 갇힌 로마군이 안전하게 후퇴하는 대신 티그리스강 동쪽의 영토와 니시비스, 싱가라 및 아르메니아의 지배권을 포기하는 조건으로 평화조약을 맺었다. 384년 또는 387년에 샤푸르 3세와 테오도시우스 1세는 양국 간에 항구적인 평화조약을 맺고 아르메니아 영토를 분할 점령하였다. 이 무렵 민족 대이동이 시작되면서 게르만족, 알라니족, 훈족이 로마의 북방 영토를 침공하는 한편, 페르시아의 북방 영토 또한 다수의 훈족과 에프탈족의 침공에 시달리게 되었다. 따라서 로마와 페르시아 양국은 421년 및 440년의 짧은 분쟁 외에는 더 이상의 분쟁을 지속할 여력을 잃게 되었다.

## 제2차 로마-이란 전쟁

### 아나스타시우스 전쟁

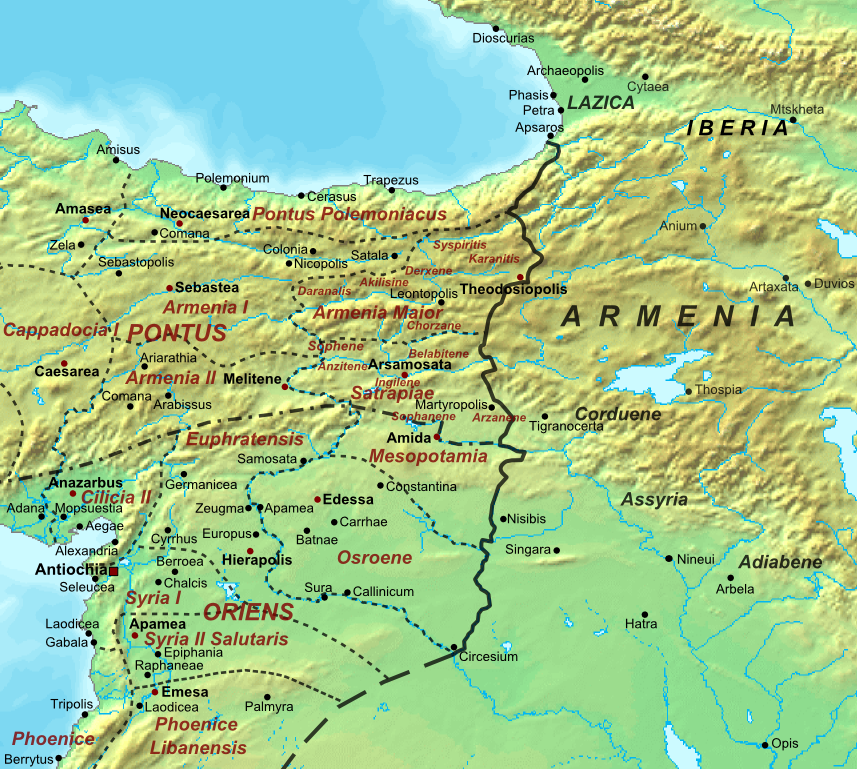
384년 아르메니아 분할 이후 로마-페르시아 국경. 5세기에는 양국의 국경은 안정적으로 유지되었다.

이란의 샤한샤 카바드 1세는 로마 황제 아나스타시우스 1세를 무력으로 위협하여 조공을 얻을 목적으로 로마를 침공했다. 502년에 페르시아는 테오도시오폴리스를 기습 점령하고 아미다를 공격하였다. 그러나 요새 도시인 아미다의 공략은 카바드 1세가 예상한 것보다 어려워 페르시아는 석달 후에야 아미다를 점령할 수 있었다. 503년 페르시아가 오스로에네를 침공하여 에데사를 공략하는 동안 로마는 페르시아에게 빼앗긴 아미다를 공격하였다. 504년 로마가 아미다를 포위하여 함락시킨 직후, 캅카스에서 온 훈족의 아르메니아 침공에 대응하기 위해 양국은 강화조약을 맺었다. 505년 아나스타시우스 황제는 메소포타미아의 도시 다라에 큰 요새를 지을 것을 명령하고, 페르시아의 공격으로 망가진 에데사와 아미다의 요새 또한 보수하였다. 아나스타시우스의 치세 동안 더 이상의 대규모 충돌은 없었으나, 양국 간의 긴장은 지속되었다. 특히 수십년 전 양국 간에 맺은 조약으로 국경 지대에 요새를 짓는 것은 금지되어 있었으므로, 다라 요새의 건설은 더 큰 긴장을 불러일으켰다. 그러나 다라 요새는 페르시아의 반대를 무릅쓰고 507년에서 508년 사이에 완공되었다.

### 이베리아 전쟁

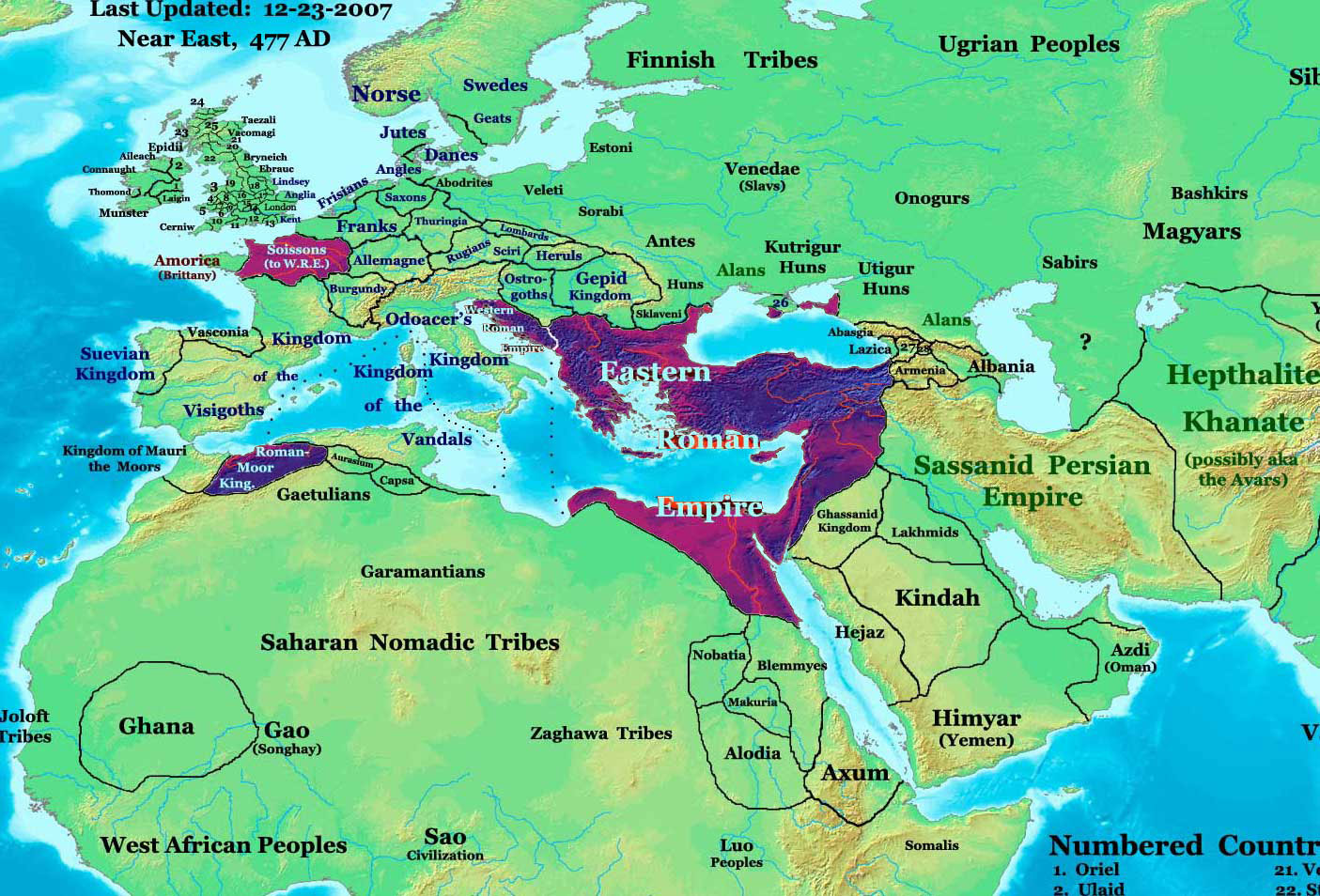
477년 당시의 로마, 페르시아, 그리고 그 주변국들

524-525년 구아람 1세가 다스리는 캅카스 이베리아가 반란을 일으키고 로마편으로 돌아서자, 양국 간의 긴장이 전쟁으로 촉발되었다. 526-527년 양국은 남캅카스 남부와 메소포타미아 북부 지역에서 충돌하였다. 전쟁 초기는 페르시아에게 유리하게 전개되었다. 527년에는 이베리아의 반란이 진압되었고, 로마의 니시비스 및 테베타 공격은 실패한 반면, 페르시아는 탄누리스와 멜라바사를 공격하여 로마측의 방어력 보강을 방해하였다. 페르시아의 공격으로 드러난 로마측의 약점을 보강하기 위해 새 황제 유스티니아누스 1세는 동로마 군단을 재조직하였다.

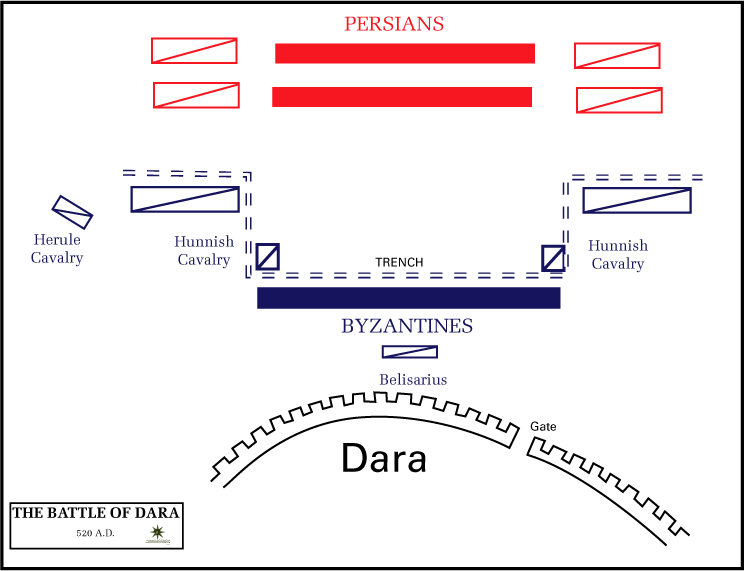
다라 전투 당시의 배치도

530년 다라 전투에서 장군 벨리사리우스가 이끄는 로마군은 페르시아군의 대규모 침공을 물리쳤다. 페르시아는 캅카스 지방으로 다시금 침공을 감행했으나 사탈라에서 시타스에게 패퇴하였다. 한편 531년에는 칼리니쿰 전투에서 페르시아군이 벨리사리우스 장군을 물리쳤다. 그 해에 로마군은 아르메니아에서 몇 개의 성채를 획득했고 페르시아는 에그리시 동부의 성채 두 개를 획득하였다. 칼리니쿰 전투 이후 페르시아와 로마는 평화회담을 시작하였으나 소득이 없었다. 양국의 회담은 532년 봄에 재개되어, 532년 9월 영구 평화조약을 체결하였다. 양국은 점령한 모든 영토를 반환하고 로마가 배상금 110 센테나리아(금 5톤에 해당하는 금액)를 지불하는 것으로 합의하였다. 이베리아는 페르시아의 영향권 아래 남게 되었고, 이베리아인들은 고향에 남을지, 고향을 떠나 로마 영토로 이주할지 선택하게 되었다.

### 유스티니아누스 대 호스로 1세
| 로마 (비잔티움) 제국 유스티니아누스 획득 영토 | 사산조 페르시아 페르시아의 속국 |

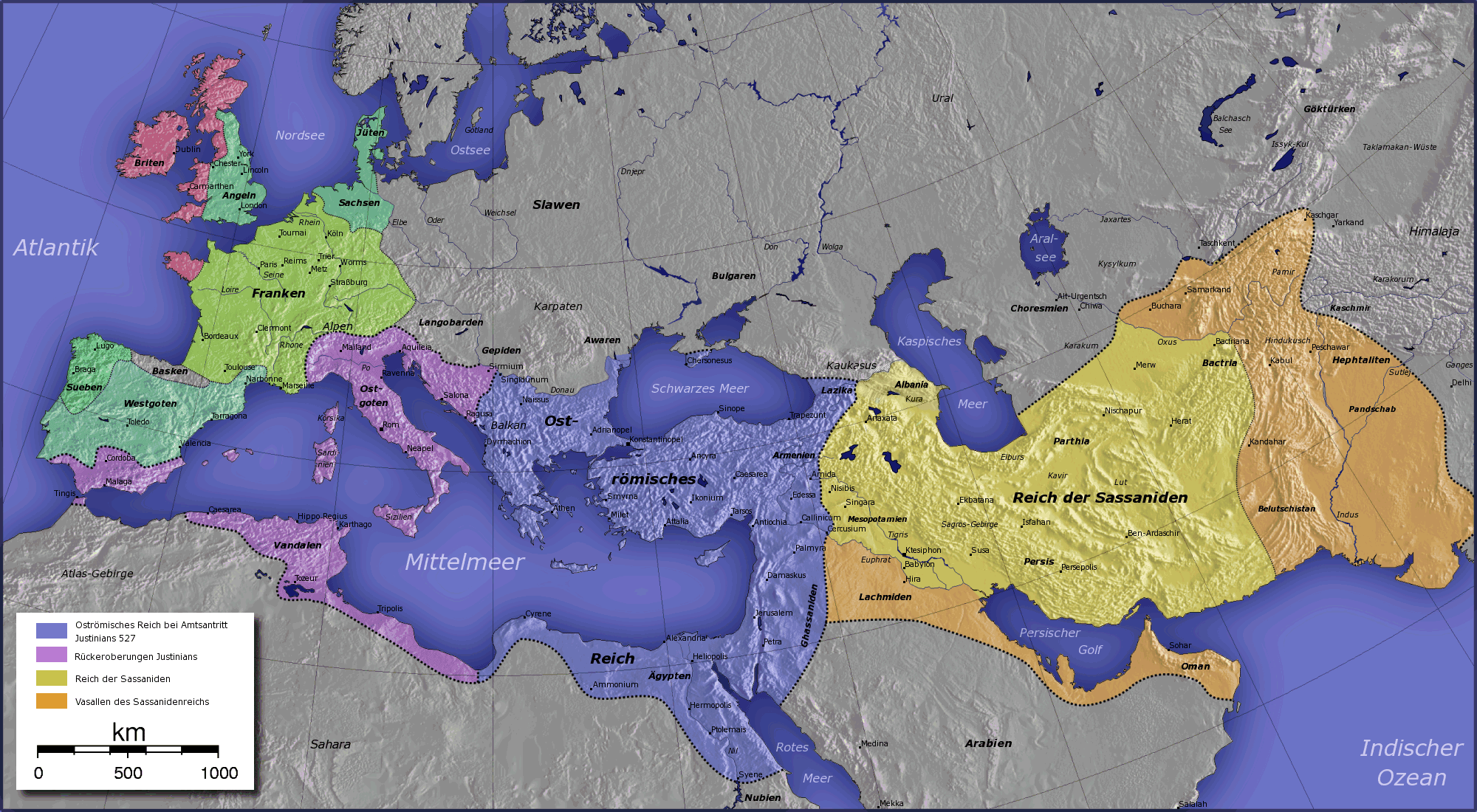
유스티니아누스 1세 치세의 로마와 페르시아 영토

532년의 영구 평화조약은 이름뿐, 평화는 채 8년도 지속되지 못했다. 평화조약 이후 동쪽 국경이 안정된 사이 동로마 제국은 과거 서로마 제국의 영토 중 상당부분을 되찾았다. 이에 자극받은 호스로 1세는 540년 로마를 침공하여 시리아를 약탈하고, 시리아와 메소포타미아의 도시들로부터 많은 돈을 빼앗았다. 또한 안티오케이아를 비롯한 많은 도시를 약탈하고 주민들을 페르시아 영토로 강제 이주시켰다. 페르시아군을 물리치기 위해 서부전선에서 다시 호출된 벨리사리우스는 541년 니시비스를 공격하였으나 큰 성과를 거두지 못했다. 호스로 1세는 542년 메소포타미아를 재침공하여 세르기오폴리스를 공격하였으나, 벨리사리우스의 방해로 물러나 후퇴하는 길에 칼리니쿰을 약탈하였다. 페르시아는 많은 로마 도시를 공격하였으나 모두 격퇴되었다. 543년 로마는 대규모 군단을 이끌고 두인을 침공하였으나 앙글론에서 페르시아의 소규모 군사에게 격퇴되었다. 호스로는 544년 에데사를 공격하였으나 실패하였다. 이때 로마는 크테시폰에 평화협정을 위한 대사를 파견했다. 545년 양국은 로마가 돈을 지불하는 조건으로 5년간의 정전협정에 합의했다.

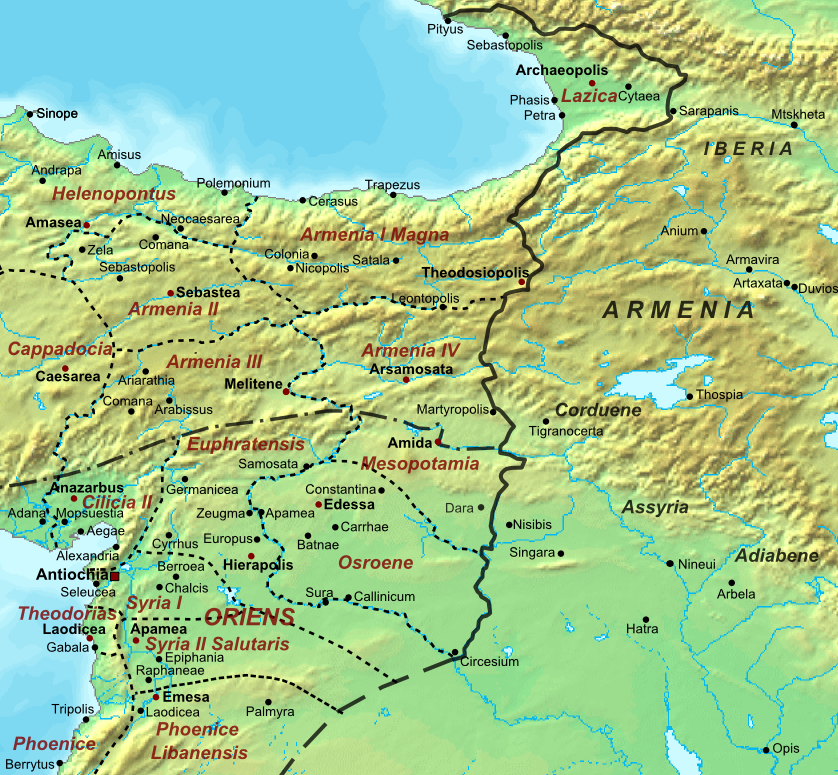
565년 유스티니아누스 사망 당시 동로마-페르시아 국경. 에그리시가 동로마 (비잔티움) 영토에 소속되어 있다

548년 초 에그리시 국왕 구바세스 2세는 페르시아의 가혹한 지배에서 벗어나 로마 속국이 되기를 희망하였다. 유스티니아누스는 기회를 놓치지 않고 548-549년에 에그리시와 로마 연합군을 조직하여 페르시아를 상대로 수 차례 승리를 거두었다. 551년에는 페르시아의 요충지 페트라를 정복하는데 성공했으나, 페르시아 장군 미흐르-미흐로에가 에그리시 동부를 침공하여 점령하였다. 이때 양국은 로마가 매년 1톤의 금화를 지불하는 조건으로, 에그리시를 제외한 지역에서 5년간의 정전협정을 갱신하였다. 에그리시에서의 전쟁은 몇년간 줄다리기를 반복하며 계속되었다. 에프탈족의 침공을 막아내느라 바빴던 호스로 1세는 557년, 에그리시를 포함하여 정전협정을 갱신하였다. 이후 완전한 평화협정을 위한 교섭이 계속되어 561년에는 유스티니아누스와 호스로의 대사가 만나 50년간의 평화협정에 합의하였다. 페르시아는 매년 3만 노미스마의 금화를 받는 조건으로 에그리시에서 완전히 물러났다. 양국은 또한 외교와 교역을 활성화하기 위해 국경 근처에 새로운 요새를 짓지 않기로 합의하였다.

### 캅카스 전쟁
568-569년에 로마는 페르시아에 대항하여 돌궐과 동맹을 맺었다. 예멘과 주변의 로마 속국들 사이에 분쟁이 일어난 직후 아르메니아와 캅카스 이베리아는 페르시아의 지배에 대항해 반란을 일으켰다. 유스티누스 2세는 아르메니아를 속국으로 삼고, 사촌인 마르키아누스를 사령관으로 삼아 페르시아령 메소포타미아를 공격하여 승리를 거두었다. 그러나 마르키아누스가 갑작스럽게 해임되고, 퇴각하던 로마군이 페르시아군에게 대패함으로써 로마는 니시비스 공성에 실패한 것은 물론 시리아의 일부 영토와 요충지였던 다라 요새까지 잃게 되었다. 로마는 45,000 노미스마를 지불하는 조건으로 메소포타미아 지방에서 1년의 정전협정(나중에 5년으로 연장)을 맺었다. 그러나 캅카스와 사막 지방에서의 전쟁은 계속되었다. 575년 호스로 1세는 아르메니아를 공격하는 한편 항구적인 평화협정을 맺으려고 하였다. 페르시아군은 아나톨리아를 침공하고 세바스테이아를 약탈하였으나, 멜리테네 부근의 전투에서 로마군에게 패하여 유프라테스강을 건너 퇴각하는 과정에서 큰 피해를 입었다.

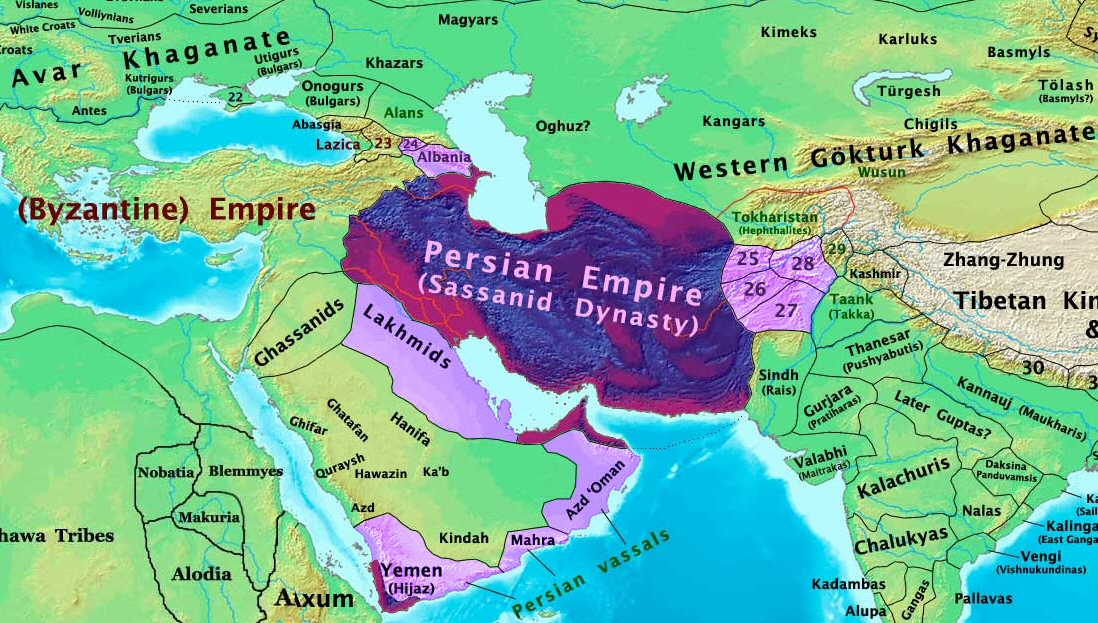
600년 경의 사산조 페르시아 제국과 동로마 제국 및 이웃나라들

유스티니아누스 장군이 이끄는 로마군은 페르시아의 혼란을 틈타 페르시아 영토 깁숙히 침입하여 아트로파테네를 공격하였다. 호스로 1세는 강화조약을 맺으려 하였으나, 탐후스로 장군이 아르메니아에서 승리를 거두자 다시 전쟁을 계속하였다. 578년 봄 페르시아는 다시 로마령 메소포타미아를 침공하였다. 로마 장군 마우리키우스는 역으로 페르시아령 메소포타미아를 침공하여 아푸몬 요새를 점령하고 싱가라를 약탈하였다. 호스로 1세는 다시 평화협정을 맺으려 하였으나 579년 초에 그가 죽고 제위를 계승한 호르미즈드 4세가 전쟁을 계속하였다.

4세기에서 7세기까지의 로마-페르시아 국경

580년대에도 양국의 전쟁은 어느 한쪽의 일방적인 우세 없이 지속되었다. 마우리키우스는 582년 콘스탄티아 전투에서 승리하여 탐후스로 장군을 죽였으나, 더 이상 전과를 확대하지 않고 황제가 되려는 정치적 야심을 위해 콘스탄티노폴리스로 향했다. 586년의 솔라콘 전투에서도 로마가 승리하였으나 교착상태를 깨지는 못했다.
589년 마르티로폴리스가 로마를 배신하고 페르시아 편으로 넘어갔다. 그러나 페르시아의 바흐람 코빈 장군이 호르미즈드 4세에게 해임과 모욕을 당한 것에 불만을 품고 반란을 일으켰다. 궁정 내부의 쿠데타로 호르미즈드 4세가 축출되고 그의 아들 호스로 2세가 제위에 올랐으나, 바흐람 장군은 그에 관계없이 반란을 계속하여 호스로 2세를 물리치고 바흐람 6세로 제위에 올랐다. 로마 영토로 망명한 호스로 2세는 로마 황제가 된 마우리키우스의 도움을 받아 바흐람 6세에게 반란을 일으켰다. 로마와 그의 지지자들의 도움으로 호스로 2세는 591년 제위를 탈환했다. 그 보답으로 호스로 2세는 다라와 마르티로폴리스는 물론, 캅카스 이베리아의 절반과 페르시아령 아르메니아 영토의 절반을 로마에 돌려주었다.

### 클라이막스

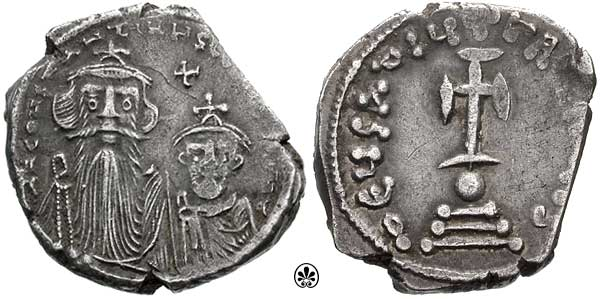
로마 후기의 은화. "Deus adiuta Romanis"(신이여 로마인들을 도우소서) 라는 글귀가 적혀 있다

황제 마우리키우스의 명으로 발칸반도를 정벌하던 로마군은 장군 포카스의 지휘 하에 반란을 일으켰다. 포카스는 마우리키우스를 죽이고 스스로 제위에 올랐다. 페르시아의 호스로 2세는 새 황제가 자신의 지지자를 살해한 것을 구실로 삼아 전쟁을 일으켰다. 페르시아는 이 전쟁 초기에 전무후무한 성공을 거두었다. 로마 장군 나르세스가 포카스에 대항하여 반란을 일으킨 것 또한 페르시아군에는 좋은 기회였다. 호스로 2세는 메소포타미아에서 로마 장군 게르마누스를 죽이고 다라를 포위했다. 604년 로마가 유럽에서 원군을 보냈으나 결국 다라는 9개월만에 함락되었다. 그 후 수년간 페르시아는 메소포타미아의 요새들을 하나씩 점령하였다. 동시에 아르메니아에서도 여러 차례 승리를 거두고 캅카스에 주둔한 로마군의 저항을 조직적으로 분쇄하였다. 610년 아프리카 총독의 아들 헤라클리우스가 카르타고에서 콘스탄티노폴리스로 와 포카스를 폐위시키고 동로마 황제가 되었다. 그 무렵 페르시아는 메소포타미아와 캅카스 정벌을 완료하고 611년에는 시리아와 아나톨리아를 침공하여 카이세리를 점령하였다. 헤라클리우스는 로마군을 재조직하여 612년에는 아나톨리아에서 페르시아군을 몰아내고 613년에는 시리아로의 반격을 시작했다. 그러나 안티오케이아 부근에서 샤흐르바라즈와 샤힌 바흐만자데간에게 대패하였다.
그 후 몇 년 사이에 페르시아는 팔레스타인과 이집트를 점령하고, 아나톨리아를 약탈하였다. 때마침 발칸반도에는 아바르족과 슬라브족이 침공하여 동로마 제국은 붕괴 직전에 이르렀다.
이 시기에 헤라클리우스는 비군사적 지출을 줄이고 교회 현판을 녹여 화폐를 주조하며, 화폐를 평가절하 하는 등 군사력과 경제를 재건하는데 주력하였다. 또한 콘스탄티노폴리스 총대주교 세르기우스 1세의 도움을 받아 군비를 마련했다. 622년 헤라클리우스는 수도 콘스탄티노폴리스 세르기우스 1세와 보누스 장군에게 맡기고 원정을 떠났다. 이제 로마군의 전쟁은 성전의 성격을 띄기 시작했다.
헤라클리우스는 캅카스 지방에서 페르시아와 연합한 아랍 군에게 승리를 거두고, 페르시아 장군 샤흐르바라즈에게도 승리를 거두었다. 623년 아바르족과 휴전협정을 맺은 헤라클리우스는 624년 동방 정벌을 재개하여 아르메니아에서 호스로 2세를 패퇴시켰다. 625년에는 아르메니아에서 샤흐르바라즈와 샤힌, 샤흐라플라칸이 이끄는 페르시아군을 물리치고, 그 해 겨울에는 샤흐르바라즈 장군의 겨울 숙영지를 기습했다.
626년 페르시아군의 지원을 받은 아바르족과 슬라브족이 또다시 콘스탄티노폴리스를 포위하였으나 실패하였다. 한편 샤힌 장군이 이끄는 페르시아군은 헤라클리우스의 동생 테오도루스에게 대패했다.

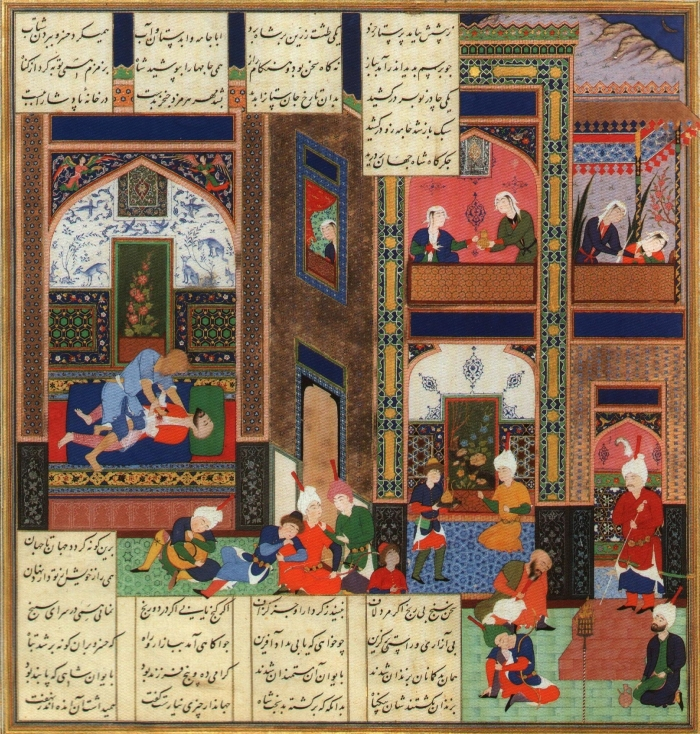
1535년경 무굴 제국의 작품에 그려진 호스로 2세의 암살. 페르시아어로 된 시는 피르다우시의 서사시 샤나메의 일부이다.

한편 헤라클리우스는 서돌궐과 동맹을 맺었다. 서돌궐은 페르시아가 약화된 틈을 타 캅카스 지방을 침공하였다. 627년 겨울 헤라클리우스는 메소포타미아를 침공하여 니네베 전투에서 페르시아군에 대승을 거두었다. 여세를 몰고 티그리스강을 따라 남하한 헤라클리우스는 다스타기르드에서 호스로 2세의 궁전을 불태우고 페르시아의 수도 크테시폰 앞까지 진군하였다. 그러나 페르시아군이 도시로 향하는 나라완 운하의 다리를 불태웠으므로 운하를 건너지 못했다. 한편, 연이은 패전으로 호스로 2세는 신임을 잃었고, 그의 아들 카바드 2세가 그를 죽이고 제위에 올랐다. 카바드 2세는 평화회담을 요구하고 모든 로마 영토에서 물러날 것을 약속했다. 헤라클리우스는 화려한 개선식을 올리며 귀환하여 예루살렘에 성십자가를 반환하였다.

## 전쟁의 영향
수세기동안 거의 쉼없이 이어진 전쟁에 더해, 마지막의 가장 격렬한 전쟁은 양국 모두를 크게 약화시켰다. 카바드 2세가 제위에 오르고 몇달만에 죽자, 페르시아는 수 년에 걸친 왕위 다툼과 내전에 휘말렸다. 또한 전비를 마련하기 위해 호스로 2세가 부과한 가혹한 세금과 지역 제후들의 영향력 확대로 페르시아의 경제력 또한 크게 약화되었다. 동로마 제국 또한 전쟁으로 국고가 바닥나고, 발칸반도마저 대부분 슬라브족에게 빼앗겼다. 아나톨리아 고원은 여러 차례에 걸친 페르시아의 침략으로 황폐화되었고, 페르시아가 오랫동안 점령하고 있던 캅카스, 시리아, 메소포타미아, 팔레스타인, 이집트를 회복하였으나 이미 해당 지역의 지배력은 약화되었다.
두 제국은 모두 힘을 회복할 시간을 갖지 못한 채, 몇년 후 이슬람교로 통일된 아랍 제국의 "인간 해일"에 비견할만한 침공을 받게 되었다. George Liska에 의하면 "비잔티움과 페르시아 간의 지나치게 긴 싸움은 이슬람 제국의 앞길을 열어 주었다." 사산조 페르시아는 순식간에 아랍 제국에 굴복하여 멸망했다. 로마 제국 또한 페르시아로부터 되찾은 시리아, 아르메니아, 이집트 및 북아프리카 영토를 빼앗기고 아나톨리아의 일부 영토와 지중해의 섬들, 그리고 발칸반도와 이탈리아의 일부 영토만 남게 되었다. 남은 영토 또한 잦은 침략으로 고대의 도시 문명으로부터 중세의 봉건사회로 변화하였다. 그러나, 페르시아와는 달리 동로마 제국은 아랍 제국의 침략으로부터 살아남아 두 차례의 수도 공략을 견뎌내었다. 로마 제국은 이후의 전쟁에서 크레타와 이탈리아 남부를 아랍 제국에 빼앗겼으나 나중에 되찾게 된다.

## 전략 전술
로마 공화국과 파르티아가 처음 충돌했을 때는 파르티아가 전선을 에게해와 지중해까지 밀어붙일 것처럼 보였다. 그러나 파코루스와 라비에누스의 지휘 하에 로마군은 파르티아의 대규모 시리아 침략을 막아내고, 정복전쟁보다는 방어전에 적합했던 파르티아군 조직의 약점을 차차 공략해 나갔다. 반면 트라야누스 시대부터 로마군의 "대전략"은 차츰 진화하여, 파르티아의 파코루스 1세 재위 기간부터는 로마가 공세를 취하기 시작했다. 파르티아 왕조와, 이후 이어진 3세기 말과 4세기까지의 사산 왕조는 로마군의 공세에 맞서 메소포타미아 지방을 방어하는 것을 피하는 모습을 보였다. 그러나 로마군이 메소포타미아 너머까지 원정할 무렵에는 적지에서의 지나치게 긴 통신선으로 인해 항상 공세의 한계를 맞았으므로, 페르시아가 이란고원을 내준 일은 한번도 없었다.
4세기부터는 사산조 페르시아가 힘을 키워 공세적 입장을 취했다. 그들은 파르티아와 사산 왕조 초기 시절에 로마가 획득한 동방 영토가 페르시아의 정당한 소유라고 보았다. Everett Wheeler는 "파르티아에 비해 중앙집권화된 사산 왕조는 공식적인 영토 방위군을 유지하였다"고 주장한다. 로마인들은 사산 왕조를 파르티아보다 위험한 적이라고 여겼고, 사산 왕조는 로마를 뛰어난 맞수로 여겼다.
경무장 궁기병과 귀족들로 이루어진 중장기병인 캐터프랙터 기병에 의존하는 파르티아의 전술은 사산조 페르시아에서도 이어졌다. 사산 왕조는 여기에 인더스 계곡에서 데려온 전투 코끼리 용병을 추가했으나, 보병의 질은 로마군에 비해 떨어졌다. 기원전 53년 크라수스의 대패를 포함, 기원전 36년 마르쿠스 안토니우스와 서기 260년 발레리아누스 등 로마 보병은 페르시아의 중장기병에게 여러 차례 패배를 맛보았다. 그 결과, 3세기 이후부터 전쟁이 끝날 때까지 로마군과 페르시아군 양쪽에서 중장기병이 중요한 위치를 갖게 되었다. 로마는 또한 세련된 공성전술을 개발하고 유지했으며, 다양한 공성무기를 보유하고 있었다. 반면 파르티아는 공성전을 방어하는데 익숙하지 않았고, 기병 위주로 구성된 파르티아군은 기원전 36년 안토니우스의 공성부대에 사용한 것과 같은 치고 빠지는 전술에 보다 익숙했다. 사산 왕조가 들어서면서 이런 양상은 바뀌었다. 로마군은 이제 투석기나 공성탑, 혹은 로마군에게 빼앗은 공성무기를 이용하여 자신들과 같은 수준의 공성전을 수행하는 적을 상대하게 되었다. 파르티아와 사산 왕조를 비교한 최신 연구는 사산 왕조가 공성전과 공병조직의 활용 은 물론 방어전에도 더 뛰어났다는 것을 보여준다.
로마군은 "리메스(limes)"라 불리는 방어선 체계를 구축하여 동쪽 전선을 방어했다. 이 방어선 체계는 디오클레티아누스가 한차례 개선한 이후 7세기 아랍의 정복 전쟁 때까지 유지되었다. 페르시아 또한 적국의 반대편에 장벽을 세워 국경을 방어했다. R. N. Frye에 의하면 디오클레티아누스가 시리아와 메소포타미아에 설치한 방어선을 모방하여 샤푸르 2세가 장벽을 세웠다고 한다.
사산조 페르시아가 들어선 직후 두 제국 사이에는 여러 개의 위성국가들이 있었다. 이 위성국가들은 시간이 지나면서 차차 양국에 흡수되어 마지막 중간지대 국가인 아랍의 라크미드족까지 7세기 페르시아에 흡수되었다. 3세기에는 이 위성국가들이 양국 관계에서 중요한 역할을 담당했으나, 양국은 차차 이 국가들을 흡수하여 중앙정부가 지휘하는 방어선과 다라와 같은 요새도시로 대체하였다.

## 평가
로마-페르시아 전쟁은 "무의미"하고 "우울하고 괴로운"것으로 간주되었다. 디오 카시우스는 다음과 같은 예언적인 말을 남겼다. "(세베루스의) 정복 전쟁이 끊임없이 이어지는 전쟁과 비싼 비용의 원인이라는 것은 이미 명백하다. 이 전쟁은 너무나 많은 대가를 치르는 반면 얻는 것은 거의 없다. 게다가 우리는 우리의 이웃보다 메데스와 파르티아의 이웃이 있는 곳에 가까이 이르렀으므로 이들의 방식으로 싸우게 되었다." 두 강대국의 기나긴 전쟁 동안 메소포타미아 북부의 전선은 거의 변하지 않았다. 역사가들은 니시비스, 싱가라, 다라 등 국경도시의 주인이 몇차례 바뀌긴 했으나 그토록 긴 시간에 걸쳐 전선이 안정되어 있었던 것은 놀라운 일이라고 말한다.
양국이 전쟁에서 너무나 많은 피를 흘리고 양쪽에 너무나 적은 실질적인 이득을 가져온 것은, 끔찍한 비용으로 고작 몇 미터의 땅을 얻곤 했던 제 1차 세계대전의 참호전을 연상케 한다. -- R. N. Frye

두 제국은 각자의 군사적 목표를 적극적으로 혹은 소극적으로 정당화하곤 했다. 로마는 서양 문화에 대한 자부심과, 평화와 질서의 보호자가 되려는 열망으로 세계 정복에 나섰다. 로마측의 기록에는 동방 국가들의 관습, 종교체계, 언어와 정부형태에 대한 오랜 편견이 드러난다. John F. Haldon은 "페르시아와 동로마 제국은 동방 전선의 전략적 지배를 두고 다투었으나, 종교적이고 이데올로기적인 요소가 항상 깔려 있었다"고 말한다. 콘스탄티누스 황제 이후 로마 황제들은 자신을 페르시아에 사는 기독교인들의 보호자라고 여겼다. 로마의 이런 태도로 인해 페르시아는 끊임없이 자국에 거주하는 기독교인들의 충성을 의심하였고, 양국의 긴장이나 군사적 충돌의 원인이 되기도 했다. 전쟁의 마지막 단계, 특히 약탈전쟁이 정복전쟁으로 발전한 611-612년에 이르러서는 로마 제국의 종교적 선전이 발전하여 십자가가 황제가 거둔 승리의 상징이 되었다. 헤라클리우스는 호스로 2세를 기독교 세계의 공적으로 선언했고, 6세기와 7세기의 작가들은 페르시아에 대한 강한 적대감을 드러내었다. 로마에 호의적인 역사가들의 전통은 이후로도 수세기동안 역사학계에 이어져, 학계는 최근에서야 보다 넓은 관점을 취해 페르시아의 입장에도 조명을 비추기 시작했다.

## 사학사

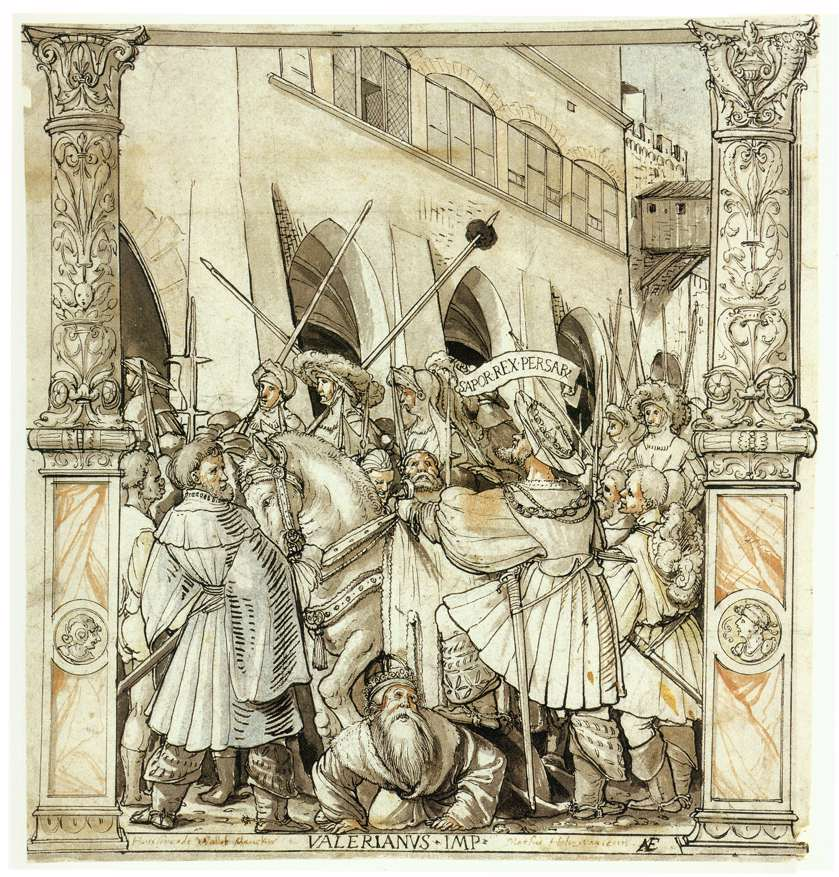
발레리아누스의 굴욕 (한스 홀바인, 1521년, 분필 스케치 위에 검은 잉크로 그린 펜화, 바젤 미술관)

로마와의 전쟁을 다룬 파르티아쪽 기록은 많지 않고, 이곳저곳에 흩어져 있다. 아케메네스 왕조 시절부터 페르시아 역사가들은 구전 역사 서술을 선호했으므로, 정권이 멸망하고 나면 해당 정권의 기록은 왜곡되는 일이 흔했다. 따라서 이 시대에 관해 알 수 있는 사료는 주로 로마인들(타키투스, 마리우스 막시무스, 유스티누스)과 그리스인들(헤로디아노스, 디오 카시우스, 플루타르코스)의 기록이다. 시뷜라의 신탁 제 13권은 고르디아누스 3세부터 팔미라 제국의 오데나투스에게 점령될 때까지 시리아에서 벌어진 로마-페르시아 전쟁의 영향에 대해 서술하고 있다. 헤로디아노스의 기록을 끝으로, 4세기 초 락탄티우스와 에우세비우스가 남긴 기독교적 관점의 사료가 나타날 때까지 동시대 로마인들의 기록은 모두 소실되었다.
사산 왕조 초기를 다룬 페르시아측 기록은 동시대인이 쓴 것은 남아 있지 않다. 사산 왕조 초기 기록 중 가장 중요한 것은 그리스인 아가티아스와 말랄라스, 페르시아인 알타바리와 피르다우시, 아르메니아인 아가탄젤로스, 그리고 에데사와 아르벨라에 남아있는 시리아의 기록이다. 이 기록들은 대부분 사산 왕조 말기의 기록인 《콰다이-나마그》에 의존하고 있다. 《황제들의 역사》는 동시대인의 기록도 아니고 신뢰도도 떨어지지만, 세베루스와 카루스에 관한 중요한 서술을 담고 있다. 샤푸르 1세에 관해 남은 세가지 언어(그리스어, 파르티아어, 중세 페르시아어)로 된 기록 또한 중요한 사료이다. 이들은 페르시아가 문자 서술로 역사를 남기려는 노력의 흔적을 보여주지만, 4세기 말엽에는 바위에 부조로 새기거나 짧은 기록을 남기는 일조차 페르시아 문화에서 사라진다.
암미아누스 마르켈리누스는 353년에서 378년까지 동방 전선에서 일어난 일을 직접 눈으로 보고 기록으로 남겼다. 4세기부터 6세기까지는 소조메누스, 조시무스, 프리스쿠스, 요안네스 조나라스가 남긴 귀중한 기록이 있다. 유스티니아누스의 동방 원정에 관한 가장 중요한 기록은 프로코피우스가 남긴 553년까지의 기록이다. 그 뒤를 이어 아가티아스와 수호자 메난드로스 또한 상세한 기록을 남겼다. 테오필락토스 시모카테스의 기록은 마우리키우스 시대의 주된 사료이다. 참회자 테오파네스와 유월절 연대기, 그리고 피시디아의 게오르기오스가 남긴 시 또한 로마-페르시아 전쟁 말기의 유용한 사료이다. 비잔티움측의 기록과, 아르메니아의 역사가 세베오스와 모우세스 코레나치의 기록은 헤라클리우스의 전쟁에 관해 일치된 서술을 하고 있어, Howard-Johnston은 "가장 중요한 비이슬람측 기록"이라고 평했다.

## 참고 자료

### 1차 사료
- 아가티아스, 《역사》. 제 4권.
- 아우렐리우스 빅토르, 《황제들의 생애》. 라틴어 원문.[1]
- 디오 카시우스, 《로마사》. 제 80권. Earnest Cary 역.[2]
- 《유월절 연대기》. 그리스어 원문.[3]
- 코리푸스, 《요한니스》. 제 1권.[4]
- 에우트로피우스, 《로마사 초록》. 제 9권. John Selby Watson 목사 역.[5]
- 헤로디아노스, 《로마제국사》. 제 6권. Edward C. Echols 역.[6]
- 에피파니아의 요한. 《역사》.[7]
- 고행자 여호수아, 《연대기》. William Wright 역.[8]
- 유스티누스, 《필리푸스 시대의 역사》. 제 41권. 라틴어 원문.[9]
- 락탄티우스, 《박해자들의 죽음》. 라틴어 원문.[10]
- 플루타르코스, 《안토니우스》. John Dryden 역.
- 플루타르코스, 《크라수스》. John Dryden 역.
- 플루타르코스, 《술라》. John Dryden 역.
- 프로코피우스, 《전사》, 제 2권. H. B. Dewing 역.
- 《시빌라의 신탁》. 제 13권. Milton S. Terry 역.
- 소조메누스, 《교회사》, 제 2권. Chester D. Hartranft, Philip Schaff, Henry Wace 역.[11]
- 타키투스, 연대기. Alfred John Church 와 William Jackson Brodribb 역.
- 참회자 테오파네스. 《연대기》. Documenta Catholica Omnia에 있는 원문. (PDF)[12]
- 테오필락토스 시모카투스. 《역사》. 제 1권, 제 5권. Michael Whitby 와 Mary Whitby 역. (PDF)[13]
- 베게티우스. 《군사학논고》. 제 3권. 라틴어 원문.[14]
- 미틸레네의 자카리아스. 《교회사》.

1. ↑  TheLatinLibrary.com
2. ↑  Uchicago.edu
3. ↑  Books.Google.gr
4. ↑  Books.Google.com
5. ↑  ForumRomanum.org
6. ↑  “Livius.org”. 2015년 5월 4일에 원본 문서에서 보존된 문서. 2011년 10월 21일에 확인함.
7. ↑  “AncientSites.com”. 2011년 6월 21일에 원본 문서에서 보존된 문서. 2011년 6월 21일에 확인함.
8. ↑  Tertullian.org
9. ↑  TheLatinLibrary.com
10. ↑  TheLatinLibrary.com
11. ↑  Freewebs.com
12. ↑  DocumentaCatholicaOmnia.eu
13. ↑  “Humanities.uci.edu” (PDF). 2011년 4월 24일에 원본 문서 (PDF)에서 보존된 문서. 2008년 4월 27일에 확인함.
14. ↑  TheLatinLibrary.com

2차 사료
- Ball, Warwick (2000). 《Rome in the East: The Transformation of an Empire》. Routledge. ISBN 0-415-24357-2.
- Barnes, T. D (1985). “Constantine and the Christians of Persia”. 《The Journal of Roman Studies》 (The Journal of Roman Studies, Vol. 75) 75: 126–136. ISSN 0013-8266. JSTOR 300656.
- Baynes, Norman H. (1912). “The restoration of the Cross at Jerusalem”. 《The English Historical Review》 27 (106): 287–299. doi:10.1093/ehr/XXVII.CVI.287. ISSN 0013-8266.
- Bivar, H. D. H (1993). 〈The Political History of Iran under the Arsacids〉.   Bayne Fisher, William; Gershevitch, Ilya; Yarshater, Ehsan; Frye, R. N.; Boyle, J. A.; Jackson, Peter; Lockhart, Laurence; Avery, Peter; Hambly, Gavin; Melville, Charles. 《The Cambridge History of Iran》. Cambridge University Press. ISBN 0-521-20092-X.
- Boyd, Kelly (2004). 〈Byzantium〉. 《Encyclopedia of Historians and Historical Writing》. Taylor & Francis. ISBN 1-884-96433-8.
- Brazier, Chris (2001). 〈The Rise and Rise of Religion〉. 《The No-Nonsense Guide to World History》. Verso. ISBN 1-859-84355-7.
- Bury, John Bagnall (1923). 《History of the Later Roman Empire》. Macmillan & Co., Ltd.
- Cameron, Averil (1979). “Images of Authority: Elites and Icons in Late Sixth-century Byzantium”. 《Past and Present》 84: 3. doi:10.1093/past/84.1.3.
- Campbell, Brian (2005). 〈The Severan Dynasty〉.   Iorwerth Eiddon, Stephen Edwards. 《The Cambridge Ancient History (XII, The Crisis of Empire)》. Cambridge University Press. ISBN 0-521-30199-8.
- Cornuelle, Chris. “An Overview of the Sassanian Persian Military”. Derafsh Kaviyani. 2008년 6월 30일에 원본 문서에서 보존된 문서. 2008년 7월 6일에 확인함.
- Dignas, Beate; Winter, Engelbert (2007). 《Rome and Persia in Late Antiquity. Neighbours and rivals》. Cambridge University Press. ISBN 9-783-515-09052-0.
- Dodgeon, Michael H.; Greatrex, Geoffrey; Lieu, Samuel N. C. (2002). 《The Roman Eastern Frontier and the Persian Wars (Part I, 226–363 AD)》. Routledge. ISBN 0-415-003423.
- Evans, James Allan. “Justinian (AD 527–565)”. Online Encyclopedia of Roman Emperors. 2007년 5월 19일에 확인함.
- “Excavations In Iran Unravel Mystery Of "Red Snake"”. 《Science News》 (Science Daily). 2008년 2월 26일. 2008년 6월 3일에 확인함.
- Farrokh, Kaveh (2007). 〈Khosrau I, Renaissance and Revival〉. 《Shadows in the Desert: Ancient Persia at War》. Osprey Publishing. ISBN 1-846-03108-7.[깨진 링크(과거 내용 찾기)]
- Farrokh, Kaveh; McBride, Angus (2005). 〈The Savaran in Battle〉. 《Sassanian Elite Cavalry AD 224–642》. Osprey Publishing. ISBN 1-84176-713-1. [깨진 링크(과거 내용 찾기)]
- Foss, Clive (1975). “The Persians in Asia Minor and the End of Antiquity”. 《The English Historical Review》 90: 721–47. doi:10.1093/ehr/XC.CCCLVII.721.
- Frye, R. N. (1993). 〈The Political History of Iran under the Sassanians〉.   Bayne Fisher, William; Gershevitch, Ilya; Yarshater, Ehsan; Frye, R. N.; Boyle, J. A.; Jackson, Peter; Lockhart, Laurence; Avery, Peter; Hambly, Gavin; Melville, Charles. 《The Cambridge History of Iran》. Cambridge University Press. ISBN 0-521-20092-X.
- Frye, R. N. (2005). 〈The Sassanians〉.   Iorwerth Eiddon, Stephen Edwards. 《The Cambridge Ancient History – XII – The Crisis of Empire》. Cambridge University Press. ISBN 0-521-30199-8.
- Gabba, Reno E. (1965). 〈Sulle Influenze Reciproche Degli Ordinamenti de Parti e Dei Romani〉. 《Atti del Convegno sul Terma: la Persia e il Mondo Greco-Romano》. Accademia Nazionale del Lincei.
- Garnsey, Peter; Saller, Richard P. (1987). 〈The Roman Empire〉. 《The Roman Empire: Economy, Society and Culture》. University of California Press. ISBN 0-52-006067-9.
- Grabar, André (1984). 《L'Iconoclasme Byzantin: le Dossier Archéologique》. Flammarion. ISBN 2-08-081634-9.
- Greatrex, Geoffrey; Lieu, Samuel N. C. (2002). 《The Roman Eastern Frontier and the Persian Wars (Part II, 363–630 AD)》. Routledge. ISBN 0-415-14687-9.
- Haldon, John (1997). 《Byzantium in the Seventh Century: the Transformation of a Culture》. Cambridge. ISBN 0-521-31917-X.
- Haldon, John (1999). 〈Fighting for Peace: Attitudes to Warfare in Byzantium〉. 《Warfare, State and Society in the Byzantine World, 565–1204》. Routledge. ISBN 1-857-28495-X.
- Howard-Johnston, James (2006). 《East Rome, Sasanian Persia And the End of Antiquity: Historiographical And Historical Studies》. Ashgate Publishing. ISBN 0-860-78992-6.
- Isaak, Benjamin H. (1998). 〈The Army in the Late Roman East: The Persian Wars and the Defense of the Byzantine Provinces〉. 《The Near East Under Roman Rule: Selected Papers》. Brill. ISBN 9-004-10736-3.
- Levi, A. H. T. (1994). 〈Ctesiphon〉.   Ring, Trudy; Salkin, Robert M.; La Boda, Sharon. 《International Dictionary of Historic Places》. Taylor & Francis. ISBN 1-884-96403-6.
- Lightfoot, C. S. (1990). “Trajan's Parthian War and the Fourth-Century Perspective”. 《The Journal of Roman Studies》 (The Journal of Roman Studies, Vol. 80) 80: 115–116. doi:10.2307/300283. JSTOR 300283.
- Liska, George (1998). 〈Projection contra Prediction: Alternative Futures and Options〉. 《Expanding Realism: The Historical Dimension of World Politics》. Rowman & Littlefield. ISBN 0-847-68680-9.
- Louth, Andrew (2005). 〈The Eastern Empire in the Sixth Century〉.   McKitterick, Rosamond; Fouracre, Paul; Reuter, Timothy; Luscombe, David Edward; Abulafia, David; Simon, Jonathan; Riley-Smith, Christopher; Allmand, C. T.; Jones, Michael. 《The New Cambridge Medieval History (I, c.500–c.700)》. Cambridge University Press. ISBN 0-521-36291-1.
- Greatrex, Geoffrey B. (2005). 〈Byzantium and the East in the Sixth Century〉.   Maas, Michael. 《The Cambridge Companion to the Age of Justinian》. Cambridge University Press. ISBN 0-521-81746-3.
- Mackay, Christopher S. (2004). 〈Ceasar and the End of Republican Government〉. 《Ancient Rome: A Military and Political History》. Cambridge University Press. ISBN 0-521-80918-5.
- McDonough, S. J. (2006). 〈Persecutions in the Sasanian Empire〉.   Drake, Harold Allen. 《Violence in Late Antiquity: Perceptions and Practices》. Ashgate Publishing, Ltd. ISBN 0-754-65498-2.
- Potter, David Stone (2004). 〈The Failure of the Severan Empire〉. 《The Roman Empire at Bay: Ad 180–395》. Routledge. ISBN 0-415-10057-7.
- Rawlinson, George (2007) [1893]. 《Parthia》. Cosimo, Inc. ISBN 1-602-06136-X.
- Rekavandi, Hamrid Omrani; Sauer, Eberhard; Wilkinson, Tony; Nokandeh, Jebrael. “The Enigma of the Red Snake”. 《World Archaeology》. current archaeology.co.uk. 2008년 5월 27일에 확인함.
- Shahbazi, A. SH. (1996–2007). 〈Historiography – Pre-Islamic Period〉.   Yarshater, Ehsan. 《Encyclopaedia Iranica》. 2009년 1월 29일에 원본 문서에서 보존된 문서. 2011년 10월 21일에 확인함.
- Shahîd, Irfan (1984). 〈Arab-Roman Relations〉. 《Rome and the Arabs》. Dumbarton Oaks. ISBN 0-884-02115-7.
- Sherwin-White, A. N. (1994). 〈Lucullus, Pompey and the East〉.   Crook, John Anthony; Rawson, Elizabeth. 《The Cambridge Ancient History (IX, The Last Age of the Roman Republic)》. Cambridge University Press. ISBN 0-521-25603-8.
- Sicker, Martin (2000). 〈The Struggle over the Euphrates Frontier〉. 《The Pre-Islamic Middle East》. Greenwood Publishing Group. ISBN 0-275-96890-1.
- Sidnell, Philip (2006). 〈Imperial Rome〉. 《Warhorse, Cavalry in the Ancient World》. Continuum International Publishing Group. ISBN 1-852-85374-3.
- Southern, Pat (2001). 〈Beyond the Eastern Frontiers〉. 《The Roman Empire from Severus to Constantine》. Routledge. ISBN 0-415-239435.
- Soward, Warren; Whitby, Michael; Whitby, Mary. “Theophylact Simocatta and the Persians” (PDF). Sasanika. 2011년 4월 24일에 원본 문서 (PDF)에서 보존된 문서. 2008년 4월 27일에 확인함.
- Speck, Paul (1984). 〈Ikonoklasmus und die Anfänge der Makedonischen Renaissance〉. 《Varia 1 (Poikila Byzantina 4)》. Rudolf Halbelt. 175–210쪽.
- Treadgold, Warren (1997). 《A History of the Byzantine State and Society》. Stanford University Press. ISBN 0-8047-2630-2.
- Verbruggen, J. F.; Willard, Sumner; Southern, R. W. (1997). 〈Historiographical Problems〉. 《The Art of Warfare in Western Europe During the Middle Ages》. Boydell & Brewer. ISBN 0-851-15570-7.
- Wagstaff, John (1985). 〈Hellenistic West and Persian East〉. 《The Evolution of Middle Eastern Landscapes: An Outline to A.D. 1840》. Rowman & Littlefield. ISBN 0-389-20577-X.
- Wheeler, Everett (2007). 〈The Army and the Limes in the East〉.   Erdkamp, Paul. 《A Companion to the Roman Army》. Blackwell Publishing. ISBN 1-405-12153-X.
- Whitby, Michael (2000). 〈The Army, c. 420–602〉.   Cameron, Averil; Ward-Perkins, Bryan; Whitby, Michael. 《The Cambridge Ancient History (volume XIV)》. Cambridge University Press. ISBN 0-521-32591-9.
- Whitby, Michael (2000). 〈The Successors of Justinian〉.   Cameron, Averil; Ward-Perkins, Bryan; Whitby, Michael. 《The Cambridge Ancient History (volume XIV)》. Cambridge University Press. ISBN 0-521-32591-9.
- Williams, Stephen; Friell, Gerald (1999). 〈Imperial Wealth and Expenditure〉. 《The Rome that Did Not Fall: The Survival of the East in the Fifth Century》. Routledge. ISBN 0-415-15403-0.